# 독일을 위한 대안
독일을 위한 대안(독일어: Alternative für Deutschland, AfD)은 독일의 극우, 우익 포퓰리즘, 국민보수주의 정당이며, 추가적으로 유럽회의주의, 친러시아, 독일로의 이민, 그 중에서도 특히 무슬림의 이민을 반대하는 성향을 가지고 있다. "독일을 위한 대안"이라는 이름은 슬로건 "대안이 없다"(Alternativlosigkeit)로 대표되는 앙겔라 메르켈의 정책에 대해 반대하면서 지어졌다. 독일의 국내 정보 기관인 연방헌법수호청은 독일을 위한 대안을 "극단주의 의심" 조직으로 분류했다.
2013년 4월에 창당된 독일을 위한 대안은 2013년 연방의회 선거에서 연방의회에 입성하기 위한 5% 임계값을 매우 적은 차이로 넘지 못하여 의회에 입성하지 못했고, 2014년 유럽 의회 선거에서 유럽 보수와 개혁(ECR)의 일원으로 7석을 차지했다. 2017년 10월까지 16개의 독일의 주 중 14개의 주의회에서 대표권을 확보한 후, AfD는 대표 후보자 알렉산더 가울란트와 알리스 바이델를 내세워 2017년 연방의회 선거에서 94석을 차지하며 연방의회에서 제3당이자 가장 큰 야당으로 자리잡았다. 이후 AfD는 2021년 연방의회 선거에서 제5정당으로 밀려났지만, 2025년 연방의회 선거에서 제2당으로 올라서 가장 큰 야당의 지위를 확보했다.

## 성장 배경
제2차 세계 대전 이후부터 독일대안당 이전까지 독일에서는 유럽의 다른 국가와는 달리 극우파 정당이 성공한 경우가 없었다. 또한 독일에서 독일 연방의회에 입성한 극우파 정당은 하나도 없었다. 게다가 극우 테러단체인 국가사회주의 지하조직(NSU)의 활동 등으로 인해 극우파에 대한 인식이 더욱 안 좋아지게 되었다. 초기 독일대안당은 이러한 독일 및 유럽의 극우 정당들과는 거리를 두었다. 또한 CDU나 SPD 등의 기존 정당들이 실행하지 않는 문제들을 공략하거나 유로화, 다문화, 동성애 등에 반대함으로써 득표를 어느 정도 하는데 성공하였다.
최근에는 시리아 난민 문제로 인해 독일대안당에 대한 지지가 크게 증가하였다. 독일의 난민 수용으로 인한 경제적인 부담과 쾰른에서 일어난 난민들의 성폭행 사건과 같은 사회문제의 발생은 독일인들이 난민에 대한 불신을 불러일으키게 되었으며, 이는 독일대안당을 지지하는데 결정적인 역할을 하였다.
특히 독일대안당이 득세하고 있는 지역은 과거 동독 지역인데, 구 동독 지역의 주민들은 재통일 과정에서의 불만과 함께 서독 지역에 비해 상대적으로 낮은 경제수준으로 인해 박탈감을 느껴왔고, 이러한 상황에서 좌파에 대한 불만과, 불만을 해소시켜주지 못하는 기존 정당에 대한 심판과 더불어 대안을 줄 수 있는 정당을 희망하였다. 2016년의 선거 결과를 보면 기민당도 피해를 입었지만 사민당도 이에 못지 않게 매우 큰 피해를 입은 것을 알 수 있다. 2016년 주의회 선거에서 기민당에 대한 지지율 하락은 바덴뷔르템베르크주에서 12퍼센트, 작센안할트주에서 2.7퍼센트였다. 그런데 사민당은 바덴뷔르템베르크주에서 10.4퍼센트, 작센안할트주에서는 10.9퍼센트의 지지율을 잃었다. 이를 통해 독일대안당의 득세가 난민 문제에 대한 반대의 결과와 더불어 과거 동독 지역의 어려운 상황 속에서 기존 정당에 대한 불만이 표출된 결과라고 할 수 있다. 또한 독일대안당의 주요 지지층은 젊은 남성층으로, 이들은 전쟁을 직접 겪지 않은 세대이기 때문에 극우정당이라는 것에 대한 금기가 상당부분 희석되었다. 이와 같은 요인들이 독일대안당이 극우정당으로서 강력한 돌풍을 일으키는데 작용하였다.

## 당 역사

### 설립
2012년 9월, 헤센주의 전 주 사무관인 알렉산더 가울란트(Alexander Gauland), 경제학자 베른트 루케, 프랑크푸르터 알게마이네 차이퉁(Frankfurter Allgemeine Zeitung)의 전 편집자 콘라드 아담(Konrad Adam)은 바트 나우하임(Bad Nauheim)에서 Electoral Alternative 2013 (Wahlalternative 2013)을 창당하였다. 당의 목적은 유로존 위기에 관련한 독일의 연방 정책을 비판하는 것이며, 그들의 주장은 68명의 경제학자, 언론인 그리고 사업가들에게 지지를 받았다. 그들 중 절반은 교수였으며 그 외 기업가나 기존 정당 일원도 있었다. 그들은 경제 위기를 통해 유로존의 불안정성이 드러났으며, 남유럽 국가들은 유로화의 압박 때문에 가난해지고 있다고 주장하였다.

### 타 정당과의 연대 시도
후에 설립될 독일대안당의 몇몇 멤버들은 니더작센주의 선거를 위해 자유 투표자(Freie Wähler)와 연합을 했지만, 연방과 외국 문제에 대한 구체적인 정책이 없다 보니 1%의 득표율 을 기록하는 데 그쳤다. 2013년 2월 당은 2013년 연방 선거를 위해 새로운 당을 창당하려 했는데, 루커의 메일 누출 사건으로 인해 Free voters의 협조를 얻는 데 실패한다. 이 후에 이 정당은 유로의 철폐를 요구하는 등, 자유 투표자 보다 더 급진적인 주장을 펼치게 된다.

### 독일대안당

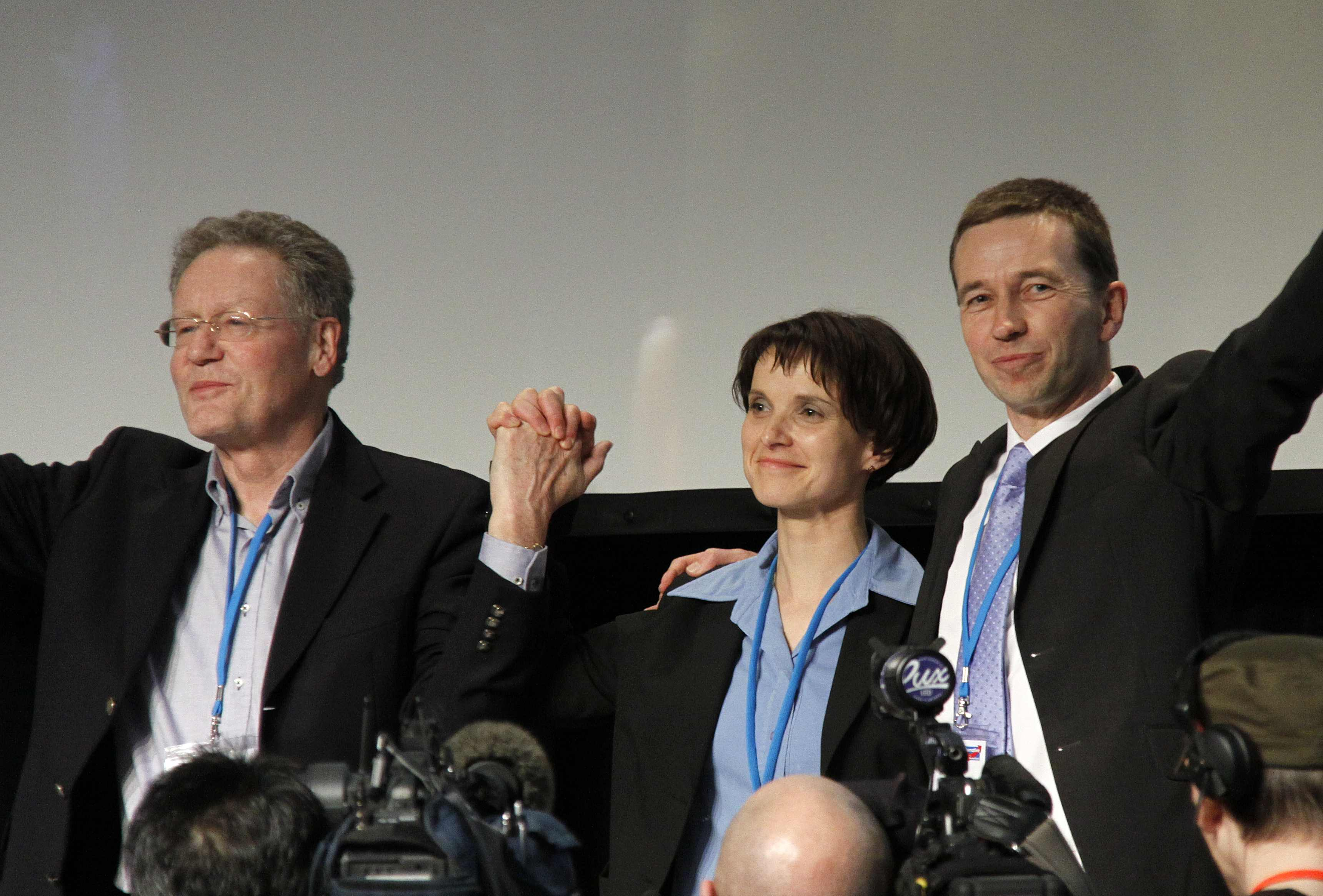
2013년 왼쪽부터 당수 콘라트 아담, 프라우케 페트리 그리고 베른트 루케

독일대안당은 2013년 2월 6일 정책에 대한 충분한 토론을 거치지 못한 채 비교적 짧은 시간 내에 만들어졌다. 2013년 4월 14,일 독일대안당은 베를린에서 첫 전당대회를 열면서 그 존재를 대중에게 알렸다. 이 당 대회에서 독일대안당은 베른트 루케, 콘라트 아담 그리고 프라우케 페트리를 대변인으로 선출 하는 등 당의 구성을 완료하였다. 2013년 3월 31일과 5월 12일 사이에 독일 주 선거에 참여하기 위해 16개 주 모두에 지부를 설치하였고, 6월 15일에는 다름슈타트(Darmstadt)에서 소년 정당으로 독일청소년대안당을 창당하였다.

### 유럽 보수와 개혁과의 연계
2013년 4월, 유럽 보수와 개혁(European Conservatives and Reformists)의 지도 하에 독일대안당은 영국 보수당과 접촉을 하였고, 6월에는 루커가 런던의 포트컬리스(Portcullis House)에서 청문회를 하였다.

### 당의 극우화
2015년 7월 4일, 헤센 주의 당 대회에서 프라우케 페트리가 60%의 득표율로 베른트 루케를 제치고 당의 주 대변인으로 선출되었다. 페트리는 독일대안당에서 이민 문제, 이슬람 반대 및 러시아와의 연대를 주장하는 극우 세력의 인물이었다. 이를 계기로 7월 7일에 7명의 유럽 의회 의원 중 배아트릭스 폰 스토치(Beatrix von Storch)와 마르커스 프레첼(Marcus Pretzell)을 제외한 4명(루케 제외)이 탈당을 했으며, 그 다음날인 7월 8일에는 루케가 당의 친러화와 외국인 혐오증에 반대하며 자신의 지지세력과 함께 독일대안당을 탈당 하였다. 탈당한 루커는 7월 19일 자신이 처음 내세웠던 경제 정책을 기조로 하는 진보와 개혁 연합(Alliance for Progress and Renewal, ALFA)를 창당하였다. 루케를 포함해서 탈당했던 유럽의회 의원들은 모두 ALFA에 입당했다.
2017년에는 프라우케 페트리 대표가 탈당해 파란당을 결성했다.

### 2022년 독일 쿠데타 모의 연계 논란
2022년 독일 쿠데타 모의에 당 전직 국회의원과 현직 시의원을 포함한 다수의 당원이 모의하였다는 보도가 나와 논란이 되었다. 이 때문에 당 해산까지도 주장하는 여론이 생겼으나 독일 기민당의 회의적인 입장으로 일단 해산 조치는 취해지지 않았다.

## 사상 및 정책
독일대안당은 주로 극우 정당으로 묘사된다. 이탈리아의 형제들보다도 더 강경하다. 하지만 내부에 국민보수주의나 강성한 사회보수주의 성향을 보이는 보수파와 네오나치 성향을 보이는 나치파가 있다고 평가받고 있다. 나치파는 극우로 평가받고 있으나 보수파는 우익과 극우 사이에 존재하는 급진우파로 평가받기도 한다. 연방헌법수호청은 보수파보다 나치파가 민주주의에 대한 위험으로 평가하고 있다.
극우 진영 내에서 네오나치파의 독일 국민민주당과는 라이벌 관계로, 네오나치 지지자들이 독일대안당당에 반대하는 집회를 열기도 했다.

### 경제 정책

#### 유럽에 대한 금융지원
독일대안당은 독일이 남유럽과 같은 가난한 EU 가입국에 금융 지원을 해 주는 것을 반대하였다. 이들은 남유럽 국가를 지원해 주는 것은 독일이 꼭 해야만 하는 일이 아니라며 독일 국민들을 선동했다. 이에 나아가 독일대안당은 그리스, 프랑스와 같이 현재 유로존의 경제 위기를 초래하고 있는 나라들의 EU 탈퇴와 함께, 독일이 브뤼셀로부터 EU에 대한 권한을 빼앗아와야 한다고 주장하였다.

#### 반유로화 정책
독일대안당의 창당 목적이 반유로화 및 마르크화로의 회귀이고, 과거 경제학자였던 베른트 루케가 당수로써 목소리를 높일 때는 이에 관해 많은 문제제기를 했지만, 루커가 탈당한 이후로는 여기에 대해 크게 언급하지는 않고 있다.

#### 범대서양 무역 투자 동반자 협정(TTIP) 반대
독일대안당은 중소기업을 보호해야 하는 것을 강조하면서 조약국 간의 관세를 철폐한다는 범대서양 무역 투자 동반자 협정(TTIP)에 반대하고 있다. 독일대안당은 TTIP가 독일 소비자 보호와 헌법 및 정책적인 부분에 위협이 된다고 생각하고 있다.

### 난민의 유입 반대
기존의 독일대안당의 경우 일을 하기 위한 이민은 허용해야 하지만 복지만을 보고 오는 이민에 대해 반대 입장을 취했다. 현재는 더욱 반외국인, 특히 최근 난민문제에 대해서 반대 입장을 취한다. 당수 프라우케 페트리는 난민문제와 앙겔라 메르켈 총리의 난민 정책에 대해 과격한 발언을 여러 번 일삼았다. 페트리 뿐만 아니라 부당수인 배아트릭스도 난민과 관련해 부정적인 발언을 한 적이 있다. 지난 1월에 퀼른에서 발생한 성폭행 사건과 같은 범죄들과 유럽 지역에서 발생하는 테러들이 이를 부추기고 있으며, 특히 과거 동독 지역에서는 자신들이 처한 경제적 어려움을 외국인 탓으로 돌리고 있기 때문에 이는 더욱 심해지고 있다.

### 친러시아 성향 및 크림반도 사태
기존에도 독일대안당은 2014년에 일어난 크림반도 사태에 대해 묵인하는 입장을 취해왔지만, 최근에는 당의 친(親)러시아 성향이 강하게 나타나고 있다. 보통 유럽의 극우파들이 친러시아 성향을 띠는데, 이는 독일대안당도 마찬가지이다. 난민 문제가 블라디미르 푸틴의 시리아 내전 개입으로 해결이 된다고 믿고 있고, 크림반도 사태에 대응하여 러시아에 가해진 경제적 제재에서 유럽의 경제 손실이 크다고 생각하기 때문이다. 또한 현재 독일대안당의 의석이 존재하는 거의 대부분의 지역이 과거 동독 지역인데, 이 지역의 주민들은 자신의 빈곤이 동독 시절에 비해 커졌다고 생각하기 때문에, 공산주의에 대한 향수로 친러시아적 성향을 띠고 있어서, 이것도 독일대안당의 친러시아 성향에 영향을 주고있다.

### 기타
이 외에도 다른 정책 및 핵심 문제들을 다루고 있다. 먼저 기존 보수당이 가지고 있는 반동성애 정책에 찬성하고 있으며, 최근 난민문제의 여파로 굵어진 의무교육 폐지 및 홈스쿨링 도입 역시 추진하고 있다. 그리고 독일 국민의 대다수가 찬성하는 에드워드 스노든(Edward Snowden)의 망명문제에 대해서도 빠르게 허용할 것을 촉구하고 있다.

## 관련 단체

### 데시데리우스 에라스무스 슈티프퉁
독일대안당은 2015년 3월에 정당 지원(Pateinahe)을 위한 재단인 데시데리우스 에라스무스 슈티프퉁을 설립한다.

### 페기다

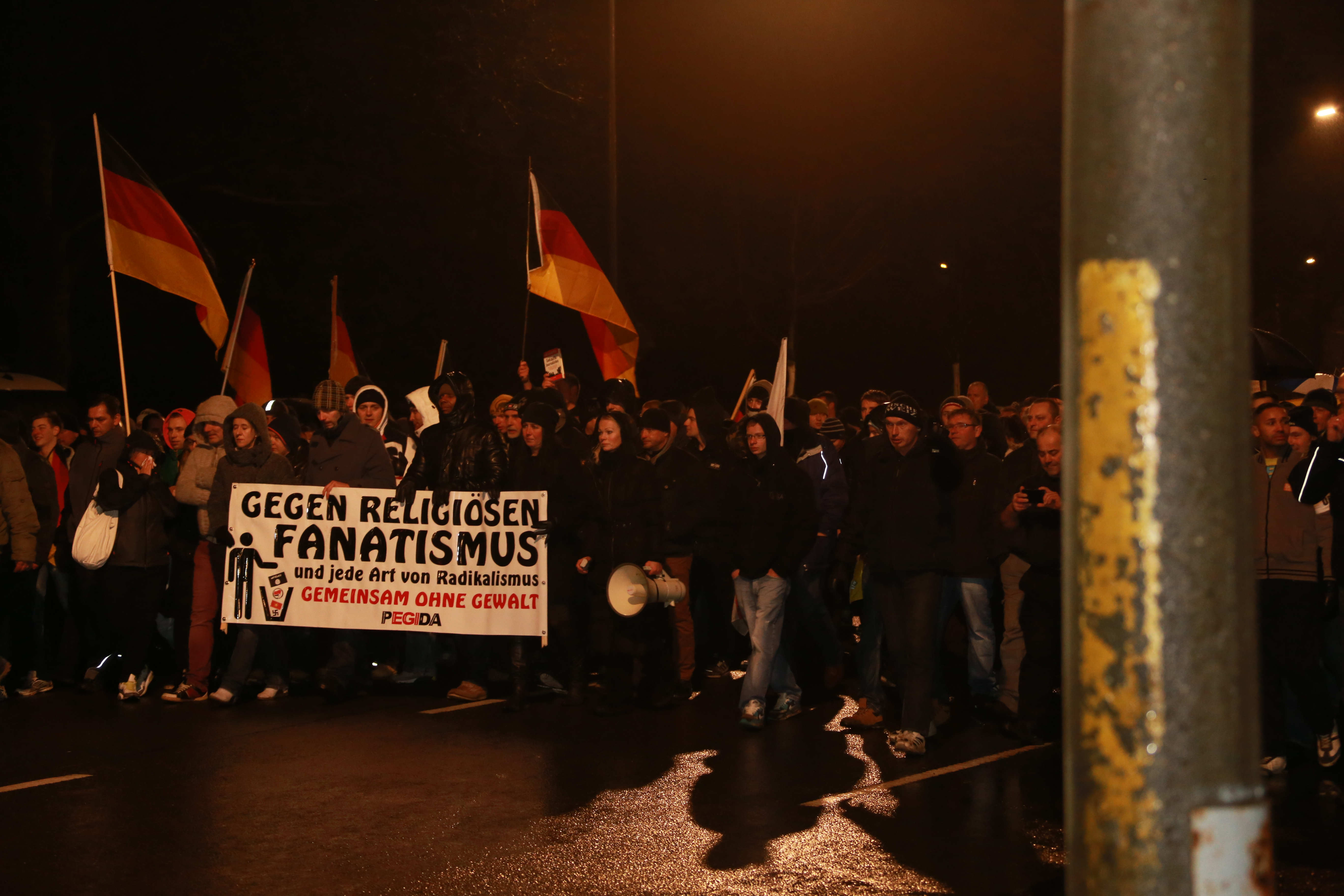
페기다 시위 현장

독일대안당은 페기다(PEGIDA)와 성향이 유사한데, 당은 비록 페기다와의 연합은 하지 않지만 옹호하고 있으며, 페기다의 거의 대부분의 사람들이 독일대안당을 지지한다. 구 동독지역이었던 드레스덴(Dresden)에서 설립된 페기다는 반이슬람(난민), 반외국인 정책을 주장하면서 메르켈의 퇴진을 요구한다.
활동 지역의 앞자를 따서 이름을 붙여 활동하기도 한다. (Leipzig = LEGIDA, Thüringen = THÜGIDA)

### 독일청소년대안당
독일청소년대안당(Junge Alternative für Deutschland)은 2013년 6월 다름슈타트에서 설립되었다. 독일청소년대안당은 14세부터 35세까지 활동이 가능하지만, 그 외의 연령대의 사람들도 회원으로 허용할 예정이라고 한다. 현재는 900명 정도가 소속되어 있으며, '이념보다는 상식'을 슬로건으로 삼고 있다. 그리고 토론이나 교육활동 등도 제공하고 있다. 표면상으로는 독일대안당에 부속된 청소년 정당으로 보이지만, 실제로는 법적으로나 구조적으로나 독일대안당과는 별개의 정당이다. 이런 독일청소년대안당의 독립성은 독일대안당의 체계가 완전하지 않음을 보여준다. 독일청소년대안당은 독일 언론에 따르면 극우주의적 성향을 가진다고 평가되고 있으며, 정치적으로 미숙하며 반여성주의적 성향을 보이고 있다.

## 선거 결과

#### 독일 연방의회 선거

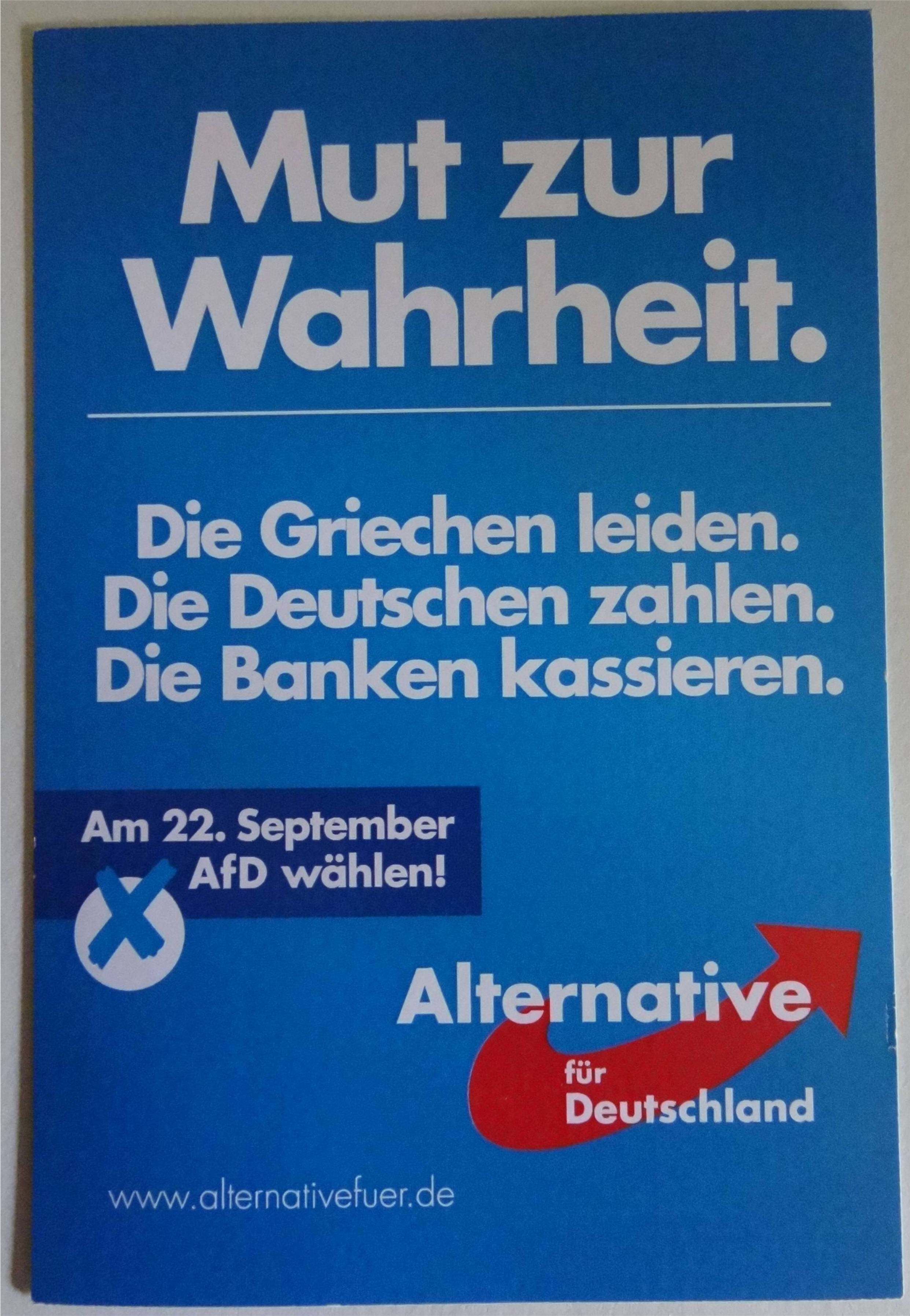
독일 연방의회 총선거 당시의 선거 포스터 (경제문제 위주)

독일대안당은 2013년 9월 22일 시행된 제 18대 독일 연방의회 총선거에서 유로존 탈퇴라는 공약을 내걸고 등장했다. 이 선거에서 4.7%의 지지율을 획득하였으나 0.3%의 차이로 5%를 넘지 못해 의회에 진입하지는 못하였다.

#### 유럽의회 선거
2014년 5월 25일 유럽의회 선거가 치러졌는데, 이 선거에서는 유럽회의주의, 대중영합주의 정당이 큰 인기를 끌었다. 독일대안당 또한 이러한 분위기 속에서 7.1%의 지지율을 얻으면서 7석의 의석을 획득하였다. 현재는 5명이 탈당을 한 상태라 2명만이 남아있다. Afd는 유럽을 위한 애국자에서 탈당하고, 주권 국가의 유럽 소속으로 출마하였다.

#### 주의회 선거
2016년 선거에서는 메르켈 총리의 난민 정책의 영향이 컸다. 기민당 내부에서도 메르켈 총리의 개방적인 난민 정책에 대해서 반대하는 사람이 많을 정도로 이 정책은 개방적인 것이었다. 기존 보수 투표자들의 메르켈 총리의 급진정책에 대한 반발로 기민당 표가 분산되어 독일대안당 지지율이 급상승하게 되었다.
| 선거년도 | 지역               | 득표율(%) | 특이사항                           |
| -------- | ------------------ | --------- | ---------------------------------- |
| 2013     | 헤센주             | 4.1       | 5% 저지 조항에 의해 의회 진입 실패 |
| 2014     | 작센주             | 9.7       | 독일대안당의 약진                  |
|          | 튀링겐주           | 10.6      |                                    |
|          | 브란덴부르크주     | 12.2      |                                    |
| 2015     | 함부르크           | 6.1       | 서독 지역에서의 첫 의석            |
|          | 브레멘주           | 5.5       |                                    |
| 2016     | 바덴뷔르템베르크주 | 15.1      |                                    |
|          | 라인란트팔츠주     | 12.6      |                                    |
|          | 작센안할트주       | 24.4      | 기민당에 이어 2위로 의석 획득      |
|          | 베를린 주          | 14.2      | 주의원 총합 142명(2016년 기준)     |

## 비판

### 청소년 정당의 만행
2014년 3월, 독일청소년대안당은 쾰른에 있는 노르트라인베스트팔렌(North Rhine-Westphila) 지부의 문제를 해결하기 위해 영국의 정치인 나이절 패라지를 초청했다. 그러나 이 초대는 독일청소년대안당에게 문제가 되었다. 이러한 외부 인사에 대한 초청은 독일대안당의 연방 위원들에 의해서만 결정될 수 있다는, 독일대안당의 정책에 반하는 것이었기 때문이다. 이에 대해 루커를 비롯한 독일대안당의 지도자들은 ‘정치적인 미숙함’이라고 비판하였다.
또한 독일청소년대안당은 국제 여성의 날에 대한 지지를 보인 젊은 사회 민주주의(young Social Democrats)에 대응하기 위해 평일화 대신 평등(Gleichberechtigung statt Gleichmacherei)이라는 캠페인을 시작하고 페이스북 페이지를 만들었다. 이곳에서 독일청소년대안당은 여성주의를 좌익사상에 따른 행동이라고 주장하고, 이를 저지할 것을 주장했다. 또한 독일청소년대안당은 독일에 있는 여성 할당제의 철폐를 주장했다. 거기에다 2014년 5월, 독일청소년대안당은 범죄에 대한 자경단 활동을 옹호하였다. 이는 폭력행위에 대한 옹호와도 이어질 수 있는 것으로, 이런 주장으로 인해 독일청소년대안당은 독일대안당의 지도자들과도 충돌하였다.

## 같이 보기
- 독일의 정당 목록